# Benthosema
Genre
Benthosema est un genre des poissons téléostéens.

## Liste d'espèces

### SelonITIS
- Benthosema fibulatum (Gilbert & Cramer, 1897)
- Benthosema glaciale (Reinhardt, 1837)
- Benthosema panamense (Tåning, 1932)
- Benthosema pterotum (Alcock, 1890)
- Benthosema suborbitale (Gilbert, 1913)

### SelonWRMS
- Benthosema fibulatum (Gilbert et Cramer, 1897)
- Benthosema glaciale (Reinhardt, 1837)
- Benthosema panamense (Tåning, 1932)
- Benthosema pterotum (Alcock, 1890)
- Benthosema suborbitale (Gilbert, 1913)